# 格利泽667
格利泽667（英語：Gliese 667，又称HR 6426或MLO 4）是天蝎座的一个三恒星系统，离地球大约6.97秒差距（22.7光年）。除了三个相互有引力约束的恒星系统外，它还包括第四个光学密近成员（视星等为12），这个第四成员与上述三恒星系统没有引力约束，但用裸眼看来这四颗星就仿佛是一颗暗星，视星等为5.89。该系统有着相对较高的运行速度，每年超过1角秒。

## 恒星系统
系统中最亮的两个成员格利泽667A和格利泽667B之间形成一个偏心轨道，軌道離心率0.58，平均距离12.6天文单位或1.8角秒，最近至5天文单位，最远至20天文单位。軌道週期大約是42.15年，並且軌道平面和從地球觀測的視線夾角128°。環繞兩顆較亮成員星的格利泽667C的轨道较远，至少距離230天文单位，或相当于30角秒。

### 格利泽667A
三星系統中最大的格利泽667A是一颗光谱型为K3V的橙矮星质量为太阳的73%，半徑則是太陽的76%，但光度只有太阳的12-13%。該恆星的金屬量是遠低於太陽的26%，视星等6.29，絕對星等7.07（假設忽略了星際物質的消光）。

### 格利泽667B
格利泽667B是一颗光谱型为K5V的橙矮星，质量为太阳的69%，或者是主星的95%。它的可見光度为太阳的5%，视星等7.24，绝对星等8.02。

### 格利泽667C
格利泽667C是三星系統中體積最小的成員星，质量为太阳的31%，半徑則是太陽的42%，是一颗光谱型为M2V的红矮星。它的光度只有太陽的1.4%，表面有效溫度 3,700 K。如此的表面溫度讓它的表面呈紅色 M 型恆星。它的视星等10.25，绝对星等11.03。目前已知它擁有至少5顆，可能最多7顆行星。
自格利泽667C的表面起算，它的行星系第二顆行星格利泽667Cc軌道位於適居帶中央。在該行星格利泽667Cc上，格利泽667C的角直徑是1.24°，是從地球所見太陽角直徑的2.3倍。格利泽667C在格利泽667Cc的天球上占據的面積將是在地球的天球上太陽面積的5.4倍，但是它的面積仍只占格利泽667Cc天球的0.003%，或者是在格利泽667Cc天頂時占據0.006%。

## 行星系统

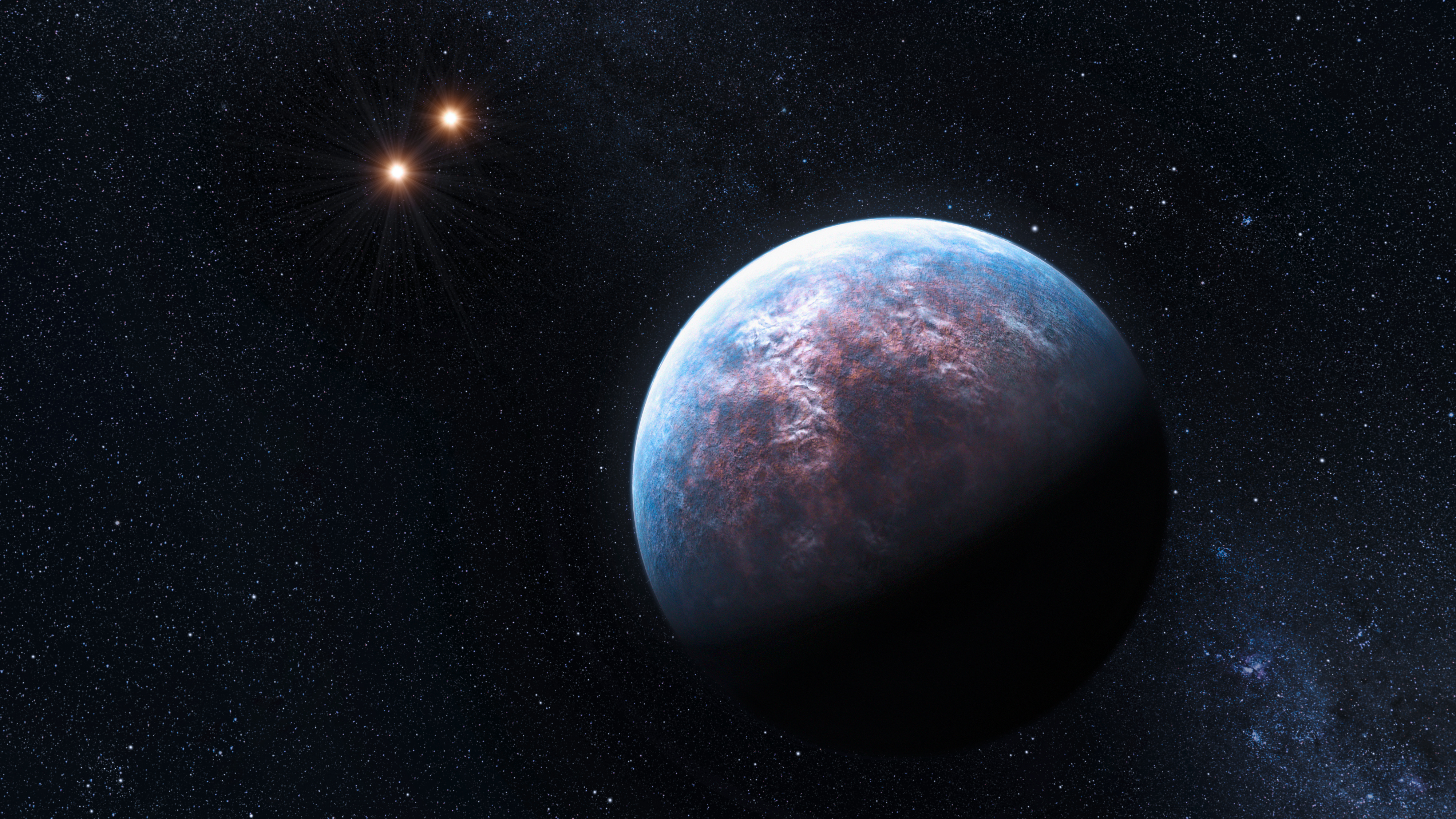
畫家筆下的格利泽667Cb，背景可見格利泽667A/B聯星系。

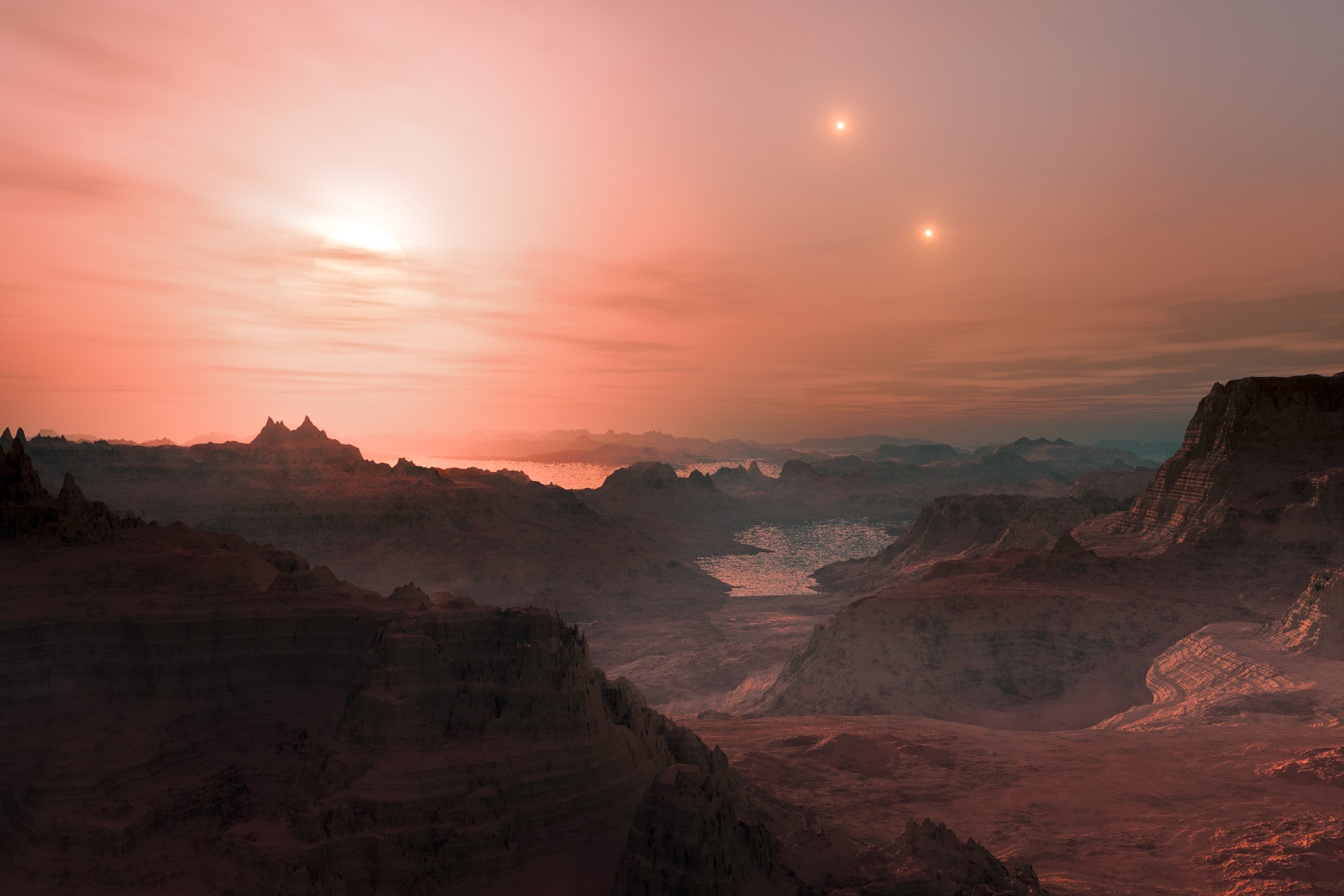
畫家筆下的潛在適居行星格利泽667Cc表面，可見天空中的三合星系統。

天文學家量測格利泽667的徑向速度時，於2009到2013年間先後確認了格利泽667C旁有5顆系外行星：格利泽667Cb、格利泽667Cc、格利泽667Ce、格利泽667Cf和格利泽667Cd，另外還有2顆尚未確認行星的訊號（格利泽667Cg可能性較高，而格利泽667Ch仍存疑）。初始分析指出，該系統的行星質量不能在其質量下限兩倍以上，否則系統會不穩定。從地球方向觀測該系統時，它的軌道傾角會略有限制。
格利泽667Cb是由 HARPS 團隊宣布和其他29顆行星發現於2009年10月19日，而格利泽667Cc則是由相同團隊由2011年11月21日的論文預印本公開。然而，後者正式宣布發現則是於2012年2月2日由卡內基研究所和哥廷根大学科學家組成的團隊所著的論文中公開。在該正式論文中，格利泽667Cc被認為是液態水最可能存在的系外行星之一，並且是潛在適合生命存在的行星。格利泽667Cc更進一步的軌道分析和更精確的軌道參數結果都已經發表。基於母恆星的熱光度，格利泽667Cc表面接收的輻射通量將相當於地球表面的90%，不過照射到格利泽667Cc表面的電磁波段大多落在屬於不可見光的紅外線。基於黑體的溫度計算，格利泽667Cc接收的電磁輻射波段將比地球表面更廣泛，因此表面平均溫度將稍高於地球（277.4 K，地球表面平均溫度254.3 K），並且它的位置比地球更接近母恆星的適居帶熱邊界。
| 成員 (依恆星距離) | 质量           | 半長軸 (AU)                      | 轨道周期 (天)        | 離心率             | 傾角 | 半径 |
| ----------------- | -------------- | -------------------------------- | -------------------- | ------------------ | ---- | ---- |
| b                 | 5.94 - 12 M⊕   | 0.050 432 ± 0.000 001            | 7.2006               | 0.112              | >30° | —    |
| h (未确认)        | M⊕             | 0.085 [原創研究？]               | ~17 [原創研究？]     | [原創研究？]       |      |      |
| c                 | ≥3.86 - 7.8 M⊕ | 0.125 07 ± 0.000 06              | 28.1231              | 0.001              | >30° | —    |
| f                 | M⊕             | 0.155 75 ± 0.000 17 [原創研究？] | 39.0819 [原創研究？] | 0.001 [原創研究？] | °    | —    |
| e                 | M⊕             | 0.212 57 ± 0.000 35 [原創研究？] | 62.2657 [原創研究？] | 0.001 [原創研究？] | °    | —    |
| d (未确认)        | M⊕             | 0.275 8 ± 0.000 3 [原創研究？]   | 92.0926 [原創研究？] | 0.019 [原創研究？] |      |      |
| g                 | M⊕             | 0.538 9 ± 0.000 5 [原創研究？]   | 251.519 [原創研究？] | 0.107 [原創研究？] | °    | —    |